# 克謝尼婭·西特尼克
克謝尼婭·西特尼克（1995年5月15日—）是白俄羅斯的女歌手 。她在很小的時候就開始了她的歌唱生涯，曾多次參加歌唱比賽。2005年，她代表白俄羅斯參加了2005年歐洲青少年歌唱大賽，並憑藉自己創作的歌曲“My vmeste”（我們在一起）獲勝。